# Révision des Graminées
Révision des Graminées (abreviado Révis. Gramin.) es un libro con ilustraciones y descripciones botánicas que fue escrito por el naturalista y botánico alemán Carl Sigismund Kunth y publicado en París en 44 partes en los años 1829-1834.